# Lyra McKee
Pour les articles homonymes, voir McKee.
Lyra McKee, née le 31 mars 1990 à Belfast et morte le 18 avril 2019 à Derry, est une journaliste et militante LGBT nord-irlandaise.
Elle travaillait comme rédactrice pour Mediagazer, ainsi que comme éditorialiste dans The Atlantic et BuzzFeed. Le 18 avril 2019, elle est tuée alors qu’elle assiste à des affrontements durant une émeute dans le quartier de Creggan à Derry en Irlande du Nord, victime d'une balle tirée par un membre de la Nouvelle IRA.

## Biographie
Lyra Catherine McKee commence sa carrière de journaliste à 14 ans en publiant un journal de son école. L'année suivante, elle est sélectionnée pour un programme de formation de journaliste. Elle est portée à l'attention du grand public en 2014, par la publication d'un article de blog intitulé « Letter to my 14-year-old self » (Lettre à moi-même de 14 ans) où elle décrit les épreuves d'une adolescence lesbienne à Belfast, article par la suite porté à l'écran par un court-métrage. En 2016, le magazine Forbes la mentionne comme l'une des « 30 under 30 in media » (30 personnalités des médias de moins de 30 ans), en hommage à son activité de journaliste d'investigation.
Son premier livre, Angels with Blue Faces, publié en 2018, documente le meurtre du député de Belfast Robert Bradford (en). Lyra McKee en finance la publication par financement participatif. Lyra McKee signe alors un contrat pour deux livres avec Faber and Faber. Au moment de sa mort, la publication du premier de ces deux livres, The Lost Boys, est annoncé pour 2020. Il porte sur les disparitions de Thomas Spence et John Rodgers à Falls Road à Belfast en novembre 1974. L'éditeur Faber and Faber compare son travail à celui de Anna Funder avec Stasiland (en), et celui d'Andy O'Hagan avec The Missing et indique voir en elle une étoile montante du journalisme d'investigation.
Lyra McKee écrit également un article Suicide of the Ceasefire Babies sur les suicides d'adolescents liés à la période des Troubles,. Lyra McKee enquêtait sur les meurtres non élucidés de la période des Troubles en Irlande du Nord à la fin du XXe siècle.
Après son coming out, Lyra McKee milite pour les droits des personnes LGBT au sein de l'église catholique.

### Mort
Le 19 avril 2019, Lyra McKee est abattue alors qu'elle couvrait une émeute dans le quartier de Creggan, à Derry, en Irlande du Nord,. La police impute le meurtre à des membres de l'organisation républicaine dissidente, la Nouvelle IRA,,. Un film pris au téléphone portable montre un homme masqué, soupçonné d'appartenir à l'Armée républicaine irlandaise véritable, ouvrir le feu avec une arme de poing. La police transporte immédiatement Lyra McKee à l'hôpital d'Altnagelvin, où elle meurt peu après.

#### Réactions
La Première ministre britannique Theresa May qualifie le meurtre de « choquant et insensé ». Elle déclare que Lyra McKee « est morte alors qu'elle pratiquait son métier avec un grand courage ». Le Taoiseach irlandais, Leo Varadkar, déclare que « notre solidarité va également aux habitants de Derry et à toute la communauté du journalisme. Nous ne pouvons pas permettre à ceux qui veulent propager la violence, la peur et la haine de nous ramener dans le passé ».
Les dirigeants d'Irlande du Nord et les chefs des principaux partis politiques de la province, le DUP, le Sinn Féin, l'UUP, le SDLP, le Parti de l'Alliance d'Irlande du Nord et le Green Party, publient une déclaration commune qui condamne le meurtre de McKee et le qualifie d'« attaque contre chaque personne de cette communauté, une attaque contre la paix et le processus démocratique ». Ils déclarent également qu'il s'agit d'un « acte absurde et futile qui vise à détruire les progrès des vingt dernières années qui bénéficient d'un soutien massif de la population partout » Ils réitèrent par ailleurs leur soutien à la police d'Irlande du Nord, qui était la cible des tirs.
Ses éditeurs, Faber and Faber, la décrivent comme une étoile montante du journalisme d'investigation. Séamus Dooley, secrétaire général assistant à la National Union of Journalists, la décrit comme « une journaliste pleine de courage, de style et d'intégrité ».

#### Enquête
Le soir du 19 avril, la police diffuse des images de la fusillade et lance un appel à témoins. Le 20 avril 2019, deux jeunes hommes sont arrêtés en vertu de la législation antiterroriste en rapport avec le meurtre, et sont emmenés à Belfast pour y être interrogés.
Le 23 avril, la Nouvelle IRA reconnait sa responsabilité et présente ses excuses pour la mort accidentelle de Lyra McKee.
Le 11 février, trois hommes sont interpellés, et remis en liberté le lendemain. Le 12 février 2020, un homme de 52 ans originaire de Londonderry, Paul McIntyre, est inculpé du meurtre. Il est accusé d'avoir ramassé les douilles des balles. McIntyre est aussi inculpé de possession d'une arme avec l'intention de porter atteinte à la vie et pour avoir revendiqué son appartenance à une organisation interdite. Le jeudi 13 janvier, des soutiens, accusant les autorités nord-irlandaises de se servir de lui comme "bouc émissaire" et "otage politique" se réunissent devant le tribunal de Londonderry avant sa première comparution, des échauffourées éclatent alors avec des policiers. Le tribunal décide de le maintenir en détention.
Le 15 juillet 2020, une nouvelle inculpation est prononcée contre un homme de 27 ans, pour possession d'arme à feu avec intention de mettre en danger la vie d'autrui et possession d'arme à feu dans des circonstances suspectes, en lien avec la mort de McKee.
Le 16 juillet 2021, deux hommes âgés de 21 et 33 ans sont inculpés pour son meurtre.
Le procès de 3 suspects commence le 30 mai 2024.

## Publications
- (en) Angels with Blue Faces, Faber and Faber, 2018.